# Coelotes luculli
Coelotes luculli är en spindelart som beskrevs av Brignoli 1978. Coelotes luculli ingår i släktet Coelotes och familjen mörkerspindlar.
Artens utbredningsområde är Turkiet. Inga underarter finns listade i Catalogue of Life.